# Edsåsens kapell
Edsåsens kapell var en kyrkobyggnad i Edsåsdalen i Jämtland. Den var en del av Edsåsdalens stiftsgård som Härnösands stift sålde till privat köpare 2005.